# Hercules - La leggenda ha inizio
Hercules - La leggenda ha inizio (The Legend of Hercules) è un film del 2014 diretto e prodotto da Renny Harlin, con protagonista Kellan Lutz nei panni di Hercules.

## Trama
Nell'antica Grecia regna il terrore per colpa di re Anfitrione che, bramoso di potere e di ricchezze, invade il regno confinante, Argo. Così Anfitrione affronta il re di Argo in duello riuscendo a sconfiggerlo e reclama il suo regno.
Tuttavia, Alcmena, moglie di Anfitrione, non sopporta più l'arroganza e crudeltà del marito; per questo, insieme al suo fidato consigliere Chirone, visita in piena notte un antico tempio dedicato a Era, implorando di aiutarla a placare la sete di potere di Anfitrione e salvare il suo popolo.
La dea si manifesta e annuncia alla regina che avrà il suo salvatore e che questi sarà il figlio che partorirà in futuro e che avrà non dal marito ma dallo stesso marito di Era, il padre degli dèi Zeus, che si è invaghito di lei. Era domanda alla regina se è disposta a tradire il proprio re per partorirne un figlio mortale, in modo da cancellare la sofferenza che sta spargendo Anfitrione. Alcmena è disposta a tutto per fermare la sete di sangue di suo marito e accetta. Per il bene del mondo, Era non interferirà. 
Quella stessa notte Alcmena riceve la visita di Zeus in forma astrale, che giace infine con lei, ma Anfitrione arriva e capisce cosa sta succedendo infuriandosi. Nove mesi dopo, la regina partorisce Hercules; Anfitrione, pur presumendo che il neonato non sia suo, permette alla regina di tenerlo, ma dichiara che non lo considererà mai al livello del loro primogenito, Ificle.
Hercules cresce sano e forte e, ormai ventenne, mostra capacità e forza sovrumane. In questo periodo, Il re di Creta giunge da Anfitrione per organizzare il matrimonio tra Ificle, e la figlia Ebe, per sancire un'alleanza di libero commercio e perché Anfitrione teme il potere di Creta.
Tuttavia Hercules ed Ebe si incontrano e si innamorano a prima vista, ma la loro relazione è ostacolata da Ificle, anch'egli innamorato di Ebe. Mentre i due cercano di allontanarsi dal palazzo reale, Ificle riesce a raggiungerli e a ricondurre la ragazza al palazzo. Nel percorso Ificle aveva però notato delle altre tracce insolite, così Hercules e il fratellastro le seguono e scoprono che appartengono al Leone di Nemea che li attacca.
Hercules invita il fratello a fuggire dal pericolo ma questi, destinato ad essere futuro re, non intende mostrarsi codardo, allora Hercules affronta il leone e lo sconfigge.
Fatto ritorno al palazzo, è però Ificle a vantarsi della vittoria sulla bestia anche se nessuno dei presenti sembra credergli, e la cosa mette in cattiva luce Anfitrione, consapevole che è stato Hercules a sconfiggere il leone.
A questo punto, Anfitrione manda Hercules in Egitto, insieme ad alcuni guerrieri, a combattere una ribellione; in realtà Anfitrione vuole fare in modo che Hercules muoia in combattimento, cosicché il matrimonio di Ebe ed Ificle non abbia ostacoli.
Prima della partenza, Alcmena rivela ad Hercules che è figlio di Zeus e che ha un destino più grande di quanto pensi però Hercules non sembra convinto.
Giunto in Egitto, Hercules è vittima di un'imboscata ma riesce con le sue capacità a sopravvivere; viene però catturato e venduto come schiavo e obbligato a combattere in un'arena. Intanto, al palazzo di Anfitrione, Hercules è creduto morto e Ificle è ormai prossimo alle nozze anche se è dubbioso sul matrimonio, poiché è consapevole che Ebe non lo ama. Nascondendo in realtà di invidiare molto il fratello Hercules, sentendosi inferiore rispetto a lui e non sa più che cosa fare.
In seguito Alcmena rivela al marito che Hercules è il figlio che ha avuto da Zeus cosicché potesse nascere colui che avrebbe messo fine alla tirannia di Anfitrione. La donna a questo punto tenta di pugnalare il marito, che la blocca e la uccide con la sua stessa arma.
In Egitto Hercules viene ritrovato da Chirone, che gli rivela che sua madre è morta e il suo popolo sta soffrendo per mano di Anfitrione e di Ificle. Fatto ritorno a casa, Hercules unisce i ribelli insieme al suo amico Sotero, preparandosi a contrastare Anfitrione per impedire il matrimonio. In una casa usata come rifugio per la ribellione vi trovano all'interno una donna anziana che si rivela essere Era. La dea spiega ad Hercules chi egli sia davvero e quale sia il suo destino ma che soltanto se Hercules accetterà chi è veramente potrà disporre dei suoi veri poteri di semidio e adempire il destino che lo attende.
Intanto Ificle, ormai impazzito, vuole sposare Ebe benché lei non lo accetti. Chirone si presenta ad Ebe rivelando che Hercules è ancora vivo e che l'aspetta. I due amanti finalmente si ricongiungono ed Ebe vorrebbe scappare insieme ad Hercules, ma lui non può abbandonare il proprio popolo. Nel frattempo Ificle scopre dove si trovi Hercules, che viene catturato e incatenato di fronte al popolo. Così Anfitrione ordina di far giustiziare tutti quelli che erano insieme ad Hercules, e Chirone è il primo a morire per mano di Ificle stesso.
A questo punto, Hercules accetta infine chi sia lui veramente e, con l'intercezione di Zeus, viene inondato di nuova forza riuscendo a liberarsi dalle catene e a sbaragliare i soldati di Anfitrione. Radunati i soldati e il popolo che non sopportano più Anfitrione e Ificle, Hercules irrompe nel palazzo e sbaraglia tutte le guardie. Rimasti infine soli, Hercules affronta Anfitrione ma Il re mostra grandi capacità combattive, che mettono in difficoltà il semidio anche se alla fine Hercules sembra prevalere.
Giunge però Ificle con in ostaggio Ebe minacciando di ucciderla se non avesse lasciato andare Anfitrione. Ebe tuttavia decide di sacrificarsi per far vincere Hercules e spinge il pugnale nel proprio petto, uccidendo così anche Ificle. Il duello tra Hercules e Anfitrione prosegue e alla fine Hercules riesce ad uccidere il tiranno e a salvare Ebe miracolosamente sopravvissuta.
Anni dopo Hercules e Ebe, divenuti re e regina, hanno un figlio e il regno è finalmente in pace.

## Produzione
Il progetto fu inizialmente intitolato Hercules 3D, per poi divenire Hercules: The Legend Begins.
Il budget del film è stato di circa 70 milioni di dollari e ha incassato poco più di 61 milioni, rivelandosi un flop.
Le riprese del film iniziano nel maggio del 2013 e si svolgono in Bulgaria, compresa la città di Sofia.

## Promozione
Il primo teaser trailer viene diffuso online il 10 ottobre 2013, mentre il full trailer viene pubblicato il 12 ottobre.

## Distribuzione
Il film è stato distribuito nelle sale cinematografiche statunitensi il 10 gennaio 2014, mentre in Italia il 30 gennaio, distribuito dalla M2 Pictures.

### Titolo
Il primo trailer porta il titolo di Hercules: The Legend Begins, mentre nel secondo trailer il titolo viene cambiato definitivamente in The Legend of Hercules.

## Accoglienza

### Critica
Il film è stato stroncato dalla critica: sull'aggregatore Rotten Tomatoes riceve il 5% delle recensioni professionali positive con un voto medio di 2,7 su 10 basato su 83 critiche, mentre su Metacritic ottiene un punteggio di 22 su 100 basato su 19 critiche.

## Riconoscimenti
- 2014 - Teen Choice Awards
  - Candidatura per il miglior attore d'azione a Kellan Lutz
- 2014 - Razzie Awards
  - Candidatura per il peggior film
  - Candidatura per il peggior attore a Kellan Lutz
  - Candidatura per la peggior attrice a Gaia Weiss
  - Candidatura per il peggior regista a Renny Harlin
  - Candidatura per la peggior coppia a Kellan Lutz e i suoi addominali, o i suoi pettorali, o i suoi glutei
  - Candidatura per il peggior remake, rip-off, o sequel